# Blind Chance
Blind Chance (Pools: Przypadek) is een Poolse film geschreven en geregisseerd door Krzysztof Kieślowski en met Bogusław Linda in de hoofdrol. De film geeft drie afzonderlijke verhaallijnen, achter elkaar verteld, over een man die achter een trein aan rent en hoe zo'n gewoon incident de rest van het leven van de man kan beïnvloeden. Blind Chance werd voltooid in 1981, maar werd jarenlang onderdrukt door de Poolse autoriteiten totdat hij op 10 januari 1987 in gecensureerde vorm in Polen werd uitgebracht.
De film werd vertoond in de sectie Un Certain Regard op het filmfestival van Cannes in 1987. De film is een van de 21 digitaal gerestaureerde klassieke Poolse films die zijn gekozen voor Martin Scorsese Presents: Masterpieces of Polish Cinema.

## Verhaal
Witek (Bogusław Linda) zit in een vliegtuig, en schreeuwt om de een of andere reden "Nee!" Een bloedend persoon wordt over een ziekenhuisvloer gesleept. Als kind leert Witek schrijven. Als puber gaat Witek uit met Czuszka. Als volwassene gaat Witek naar de medische school en gaat uit met Olga (Monika Gozdzik). Witek 'verliest' zijn roeping na de dood van zijn vader. Witek besluit de trein naar Warschau te nemen. Daar botst hij tegen een collega aan die bier drinkt. Er worden drie verschillende uitkomsten getoond, elk afhankelijk van hoe Witek omgaat met de obstakels op weg naar het halen van de trein en of hij de trein haalt of niet.
In het eerste scenario botst Witek bijna tegen de kerel die het bier drinkt. Hij rent achter de trein aan op het treinstation van Łódź Fabryczna en kan zich net op tijd aan de handgreep van de laatste wagon vastgrijpen om zichzelf aan boord te trekken. In de trein ontmoet hij Werner (Tadeusz Łomnicki), een oude communist. Witek besluit lid te worden van de Communistische Partij. Tijdens een wandeling met Werner ontmoet Witek Czuszka (Bogusława Pawelec), zijn eerste liefde. De twee ontmoeten elkaar en hebben seks, waarna een teleurgestelde Czuszka ontdekt dat Witek zich aanmeldt om lid te worden van de partij. Witek probeert tevergeefs een probleem met een vliegtuigmonteur op te lossen. Witek beëindigt een sit-in in een ziekenhuis. Als beloning maakt een partijleider voorbereidingen om Witek op een speciale missie naar Frankrijk te sturen. Tijdens een wandeling met Czuszka vraagt een politieagent hen om hun papieren. Aangezien Witek een communist is, mag hij zijn weg vervolgen, terwijl Czuszka wordt vastgehouden. Hij probeert het goed te maken met Czuszka, die een oppositiebijeenkomst toespreekt, maar ze wijst hem af. Op het vliegveld krijgt Witek te horen dat zijn missie naar Frankrijk is geannuleerd.
In het tweede scenario botst Witek tegen de kerel die het bier drinkt met zo'n kracht dat de mok uit de hand van de drinker glijdt en op de grond valt en in stukken breekt. Witek stopt niet om zich te verontschuldigen, maar haalt de trein toch niet. In plaats daarvan botst hij halsoverkop op een spoorwegbewaker op het perron, slaat hem tegen de grond en rent weg. De bewaker roept om versterking en Witek wordt gearresteerd. Een rechter veroordeelt Witek tot dertig dagen en een taakstraf. Witek sluit zich aan bij het anticommunistische verzet en ontmoet Daniel, een vriend uit zijn jeugd, en zijn zus Wera. Hij wordt gedoopt en de figuur van Christus aan het kruis wordt een belangrijk embleem voor hem. Witek vraagt een paspoort aan om naar Frankrijk te gaan, maar zijn verzoek wordt afgewezen omdat hij bekend staat als anticommunist. De autoriteiten bieden hem een paspoort aan op voorwaarde dat hij de contacten van de ondergrondse in Frankrijk bekendmaakt. Witek gaat naar huis en begint met Wera te vrijen, maar wordt weggeroepen naar de geheime vergaderplaats van het verzet. De plaats is geplunderd en de enige persoon die daar is achtergebleven, twijfelt aan Witeks loyaliteit.

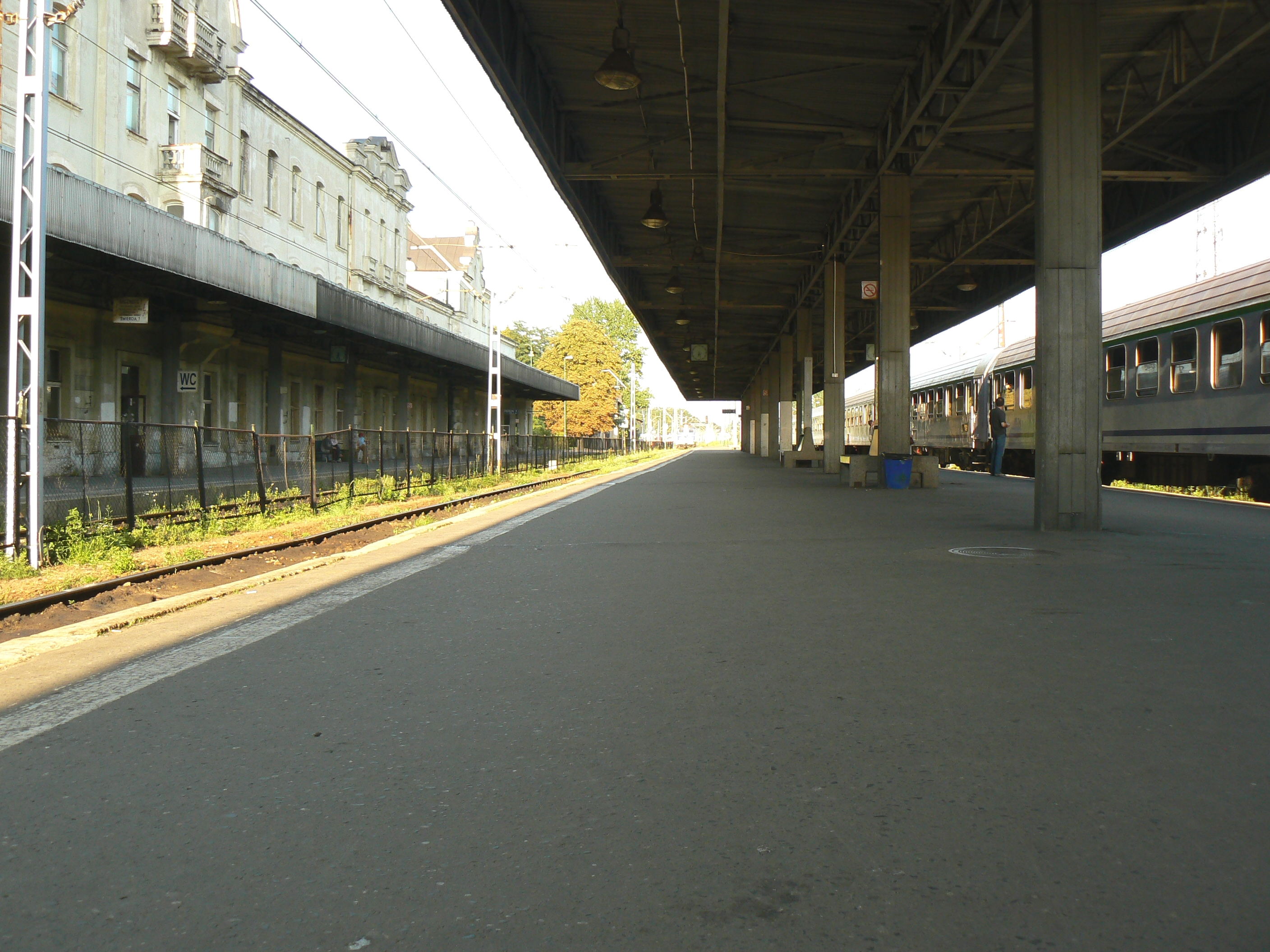
Het treinstation van Łódź Fabryczna, het keerpunt in het leven van de hoofdpersoon, zoals het er in 2011 uitzag

In het derde scenario botst Witek bijna tegen de man aan die het bier drinkt, maar stopt net op tijd, gaat hem voorbij en verontschuldigt zich. Hij probeert nog steeds de trein te halen, maar dat mislukt. Een paar seconden later verschijnt de spoorwachter, maar nu staat Witek even stil om op adem te komen. Hij merkt Olga op het platform op (het is niet duidelijk of ze daar was in de vorige twee scenario's). Witek en Olga gaan terug naar zijn appartement waar ze de liefde bedrijven op de vloer. Witek besluit zijn medische studie te hervatten en al snel studeert hij af en begint hij een praktijkstage in het ziekenhuis en geeft hij les op de medische school. Olga vertelt hem dat ze drie maanden zwanger is. De twee trouwen. Witek weigert lid te worden van de Communistische Partij. Op de medische faculteit laten enkele studenten een petitie rondgaan namens de zoon van de decaan, die ervan wordt beschuldigd illegale lectuur te verkopen. Witek weigert de petitie te ondertekenen en merkt op dat de decaan zelf ook niet heeft getekend. Witek wil helemaal niet betrokken raken bij de politiek. De decaan biedt hem een reis naar Libië aan om lezingen te geven over medische onderwerpen die hij heeft voorbereid. Witek accepteert. In de trein naar de luchthaven vertelt Olga Witek dat ze zwanger is van hun tweede kind, hopend dat het een meisje is. Op het vliegveld ziet Witek enkele van de mensen die belangrijker waren in de vorige twee scenario's. Het vliegtuig taxiet de landingsbaan op, Witek zit comfortabel in zijn stoel. Het vliegtuig stijgt op, maar ontploft enkele seconden later.

## Productie
Filmlocaties
- Station Łódź Fabryczna, Łódź, Łódzkie, Polen
- Łódź, Łódzkie, Polen
- Rakowiecka, Mokotów, Warschau, Mazowieckie, Polen
- Warschau, Mazowieckie, Polen

## Ontvangst
Als een voorbeeld van Kieślowski's personages die de geschiedenis kruisen, wijst Kickasola erop dat Witek, die dezelfde geboortedatum heeft als Kieślowski (27 juni 1941), maar niet hetzelfde jaar, "nadenkt over de ironie van zijn geboortedatum 1956". Paul Coates beschrijft deze film "als een huwelijk tussen een bijna psychoanalytische 'westerse' preoccupatie voor de gevolgen van de dood van de vader... met een typisch 'Oost-Europese' onwil om het humanisme af te zweren door psychoanalytische scenario's als die van Oedipus te gebruiken." Op de review-website Rotten Tomatoes heeft Blind Chance een goedkeuringsscore van 73% op basis van 11 beoordelingen, met een gemiddelde score van 7,00/10.
De filmmaker Agnieszka Holland prees de film in een interview voor de homevideo-release van de Criterion Collection en zei: "Blind Chance is echt een van Krzysztofs beste films, misschien wel de beste en meest originele."

## Invloeden
In hun interviews op de dvd (zowel regio 1 als 2) identificeren Agnieszka Holland en filmwetenschapper Annette Insdorf Sliding Doors als een film die is beïnvloed door Blind Chance . In beide films hangt de uitkomst ervan af of de hoofdpersoon een trein haalt of niet, maar in Sliding Doors worden slechts twee scenario's gepresenteerd (hoofdpersoon haalt de trein, haalt hem niet). Holland zei: "... een aantal films heeft het concept gewoon gestolen... een middelmatige film... genaamd Sliding Doors... Ze gebruikten het concept en vervormden het tot iets waarin alle filosofische diepte en stilistische subtiliteit verdwenen is."
Lola rennt is vergelijkbaar met Blind Chance in die zin dat er drie scenario's worden gepresenteerd die afhangen van hoe de hoofdrolspeler een waanzinnige sprint door een drukke ruimte maakt. In Blind Chance hangt de rest van het leven van de hoofdrolspeler af van hoe hij omgaat met de situatie met de bierdrinkende kerel. In Run Lola Run bepaalt Lola's keuze waar en hoe ze hulp zoekt de uitkomst voor haar en haar vriend. In Blind Chance leiden de omstandigheden ertoe dat Witek in elk scenario een ander karakter heeft. Eerst is Witek een communist, dan een religieuze anticommunist en ten slotte is hij apolitiek. In Run Lola Run wordt dit weerspiegeld door de fotografische montages die worden getoond van de mensen die Lola onderweg tegenkomt.

## Prijzen
- 1987 Poolse Filmfestival Zilveren Leeuw: Krzysztof Kieślowski
- Prijs voor beste acteur van het Poolse filmfestival 1987: Bogusław Linda